# Zhu Yangqi
Zhu Yangqi (21 november 2000) is een Chinees skeletonster.

## Carrière
Zhu maakte haar debuut op het wereldkampioenschap in 2020 waar ze individueel 25e werd in in de gemengde team competitie 15e. Ze nam in het seizoen 2021/22 deel aan de wereldbeker waar ze in de eindstand een 28e plaats had.

## Resultaten

### Wereldkampioenschappen
| Jaar | Plaats    | Resultaat                        |
| ---- | --------- | -------------------------------- |
| 2020 | Altenberg | 25e individueel 15e gemengd team |

### Wereldbeker
Eindklasseringen
| Seizoen   | Rang |
| --------- | ---- |
| 2021/2022 | 28e  |